# Rouffiac (Charente)
Rouffiac – miejscowość i gmina we Francji, w regionie Nowa Akwitania, w departamencie Charente.
Według danych na rok 1990 gminę zamieszkiwało 106 osób, a gęstość zaludnienia wynosiła 11 osób/km² (wśród 1467 gmin regionu Poitou-Charentes, Rouffiac plasuje się na 884. miejscu pod względem liczby ludności, natomiast pod względem powierzchni na miejscu 847.).